# Île Longue (îles Kerguelen)
Pour les articles homonymes, voir Île Longue.
L'île Longue est une île française de l'océan Indien située aux îles Kerguelen au fond du golfe du Morbihan. Elle mesure environ dix-sept kilomètres de long pour deux de large.

## Histoire
Elle est visitée par le baron Pierre Decouz le 12 février 1912. Ce dernier dit de l'île « qu'elle peut bien contenir 2 000 bêtes tout de suite et jusque 3 000 au maximum. L'île est assez bonne en herbes comme l'acaena et le chou de Kerguelen. L'île dispose de six lacs assez grands, une maison de berger et la ferme sera bien au milieu de l'île dans le col, faisant face au Royal Sound. Par la suite, on fera bien d'enclore tous les sommets où il n'y a pas beaucoup de gazons ça sera plus commode pour rassembler les moutons. Diviser l'île Longue en deux champs la pointe nord pour l'été et sud pour l'hiver ».
Depuis 1950, l'île abrite un élevage extensif de près de 3 500 moutons de race Bizet du Cantal qui sert à l'alimentation de la base de Port-aux-Français. Le cheptel est divisé en deux secteurs : environ 1 800 béliers dont la fonction est la tonte de plantes fourragères introduites en 1955 et de 1 000 à 1 500 bêtes destinées à l'alimentation humaine.
Il existe un campement permanent à Port-Bizet, qui a également pour fonction d'être une station sismologique.

## Sources
- Pierre Jullien, « David Grangette, le berger des Kerguelen », Le Monde,‎ 5 janvier 2007 (résumé).